# Jesper Faurschou
Jesper Skak Faurschou (voorheen Jesper Lind Faurschou) (Herning, 1 juli 1983) is een Deense hardloper.

## Carrière
Faurschou specialiseerde zich in de langere afstanden en was aangesloten bij Herning Løbeklub. Zijn primaire disciplines waren 10.000 meter, halve marathon en veldlopen. Aan het eind van zijn carrière was hij vooral een marathonloper, die hij zich drie jaar achter elkaar kwalificeerde voor grote kampioenschappen: Barcelona in 2010, Wereldbeker in Daegu in 2011 en de Olympische Spelen van 2012 in Londen. Hij werd gecoached voor de middellange- en lange-afstandsnummers door Karl Åge Søltoft en Thomas Nolan Hansen. Naast zijn loopcarrière is Faurschou een leerkracht.
Faurschou behaalde verschillende overwinningen en podiumplaatsen op het Deense kampioenschap atletiek op de 5.000, 10.0000 en halve marathon. Van 2008 tot 2017 nam Faurschou jaarlijks deel aan het Europees kampioenschap veldlopen met als beste resultaat een 38e plaats in 2015. Enkel in 2008 en 2017 nam hij ook deel aan het wereldkampioenschap maar eindigde pas als 127e in 2008 en 70e in 2017. Op de marathon nam hij twee keer deel aan het EK met een 29e plaats in 2010 en 22e plaats in 2014. In 2011 was hij al 32e geworden op het Wereldkampioenschap en in 2012 41e op de Olympische Zomerspelen in Londen in de marathon.

## Titels
- Deens kampioen 5000 m - 2007, 2013
- Deens kampioen halve marathon - 2010
- Deens indoorkampioen 3000 m - 2013

## Persoonlijke records
Baan
| Onderdeel | Prestatie | Datum            | Plaats     |
| --------- | --------- | ---------------- | ---------- |
| 1500 m    | 3.56,73   | 2 augustus 2004  | Malmö      |
| 3000 m    | 8.11,98   | 4 september 2008 | Aarhus     |
| 5000 m    | 14.15,56  | 24 augustus 2006 | Kopenhagen |
| 10.000 m  | 29.43,39  | 10 augustus 2013 | Allerød    |

Weg
| Onderdeel      | Prestatie | Datum         | Plaats     |
| -------------- | --------- | ------------- | ---------- |
| 5 km           | 14.59     | 29 maart 2014 | Kopenhagen |
| 10 km          | 29.40     | 1 april 2012  | Brunssum   |
| halve marathon | 1:04.01   | 29 maart 2014 | Kopenhagen |
| marathon       | 2:16.15   | 17 april 2011 | Londen     |